# 濟遠艦
濟遠號戰艦是大清帝國北洋水师在1883年向德國訂購的一艘防护巡洋舰，由德國伏爾鏗造船廠（Vulcan AG）所建，造價為62万兩白銀。濟遠舰屬于穹甲巡洋艦，排水量2355噸，航速達15節，同級戰艦只有一艘，管帶為方伯謙。在1894年爆發的中日甲午戰爭中，濟遠是北洋艦隊中唯一參加豐島海戰及黃海海戰兩場戰事的戰艦。在日本不宣而戰的豐島海戰中，濟遠以一敵三，艦上大副等中彈身亡。在黃海海戰中濟遠在戰事中首先脫離返回旅順，事後軍機處以管帶方伯謙臨陣退縮，將其陣前正法，斩首于旅順。濟遠在北洋水師投降後被日軍接收，編入日軍。后济远舰於1904年日俄戰爭時，在旅順雙島灣海域觸雷沉沒。

## 訂造經過

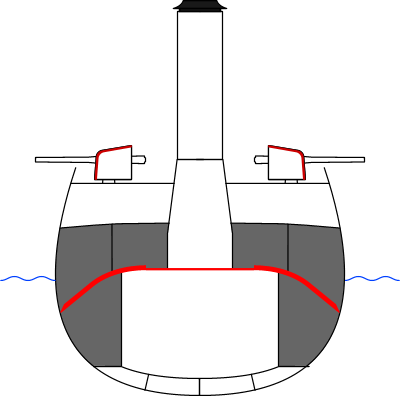
防護巡洋艦(亦稱穹甲快船)切面圖。紅色線即穹甲，灰色為煤櫃。船底為雙重船底。

北洋大臣李鴻章在建設北洋水師初期，主要通過中國海關總司英國人赫德向英國阿姆斯特朗購艦。最先購入的是作近岸防禦的小噸位炮艇，稱作蚊子船。後來購入兩艘可作遠洋作戰的巡洋艦超勇及揚威。不過在購買超勇及揚威時，李鴻章對赫德及阿姆斯特朗感到不滿意。於是在訂購更大型的鐵甲艦時，改為向德國伏尔铿船廠購買，所建二艦即定遠及鎮遠。本來計劃中北洋水師打算購鐵甲艦四艘，由於經費不足，後來李鴻章以尚餘之預算款項，令駐德大使李鳳苞向伏尔铿購置一巡洋艦，即為濟遠。濟遠型式為穹甲巡洋艦，於艦身中有「穹甲」保護。濟遠1883年12月下水，1884年9月完工。由於中法戰爭，與定遠、鎮遠同被扣於德國。至1885年年底方與定遠、鎮遠一同由德國水手開回中國。
然而德國伏尔铿在建造濟遠前實際並無製造穹甲巡洋艦的經驗；濟遠乃彷照英國同類戰艦而成，因而在設計上存在不少缺點，例如裝甲位於水線之下，防禦能力低下；存煤量不足，不适合遠洋航行。這些缺點加上其造價及訂造過程，引起北京朝野上的連串質疑，結果包辦訂造的駐德大使李鳳苞最後被革職。

## 規格
濟遠排水量2,355噸，長236.3呎，吃水最深15.75呎。動力為四座鍋爐，兩部蒸汽機，雙軸推進，2800匹馬力，航速15節。穹甲厚４吋，司令塔裝甲1.5吋，炮盾裝甲14吋。武器裝備為二門210mm克虏伯火炮，置於艦首；一門150mm克虏伯副炮置於艦尾；二門47mm多管速射炮，九門37mm單管速射炮；15吋魚雷發射管四具，同時還載有兩艘魚雷艇。

## 服役經過

### 大清北洋水师
1894年7月23日，濟遠及魚雷巡洋艦「廣乙」、訓練船「威遠」護送兵船往朝鮮牙山。7月25日，濟遠管帶方伯謙指揮濟遠及廣乙回航，途中遇上日本海軍三艘新型巡洋艦「吉野」、「秋津洲」及「浪速」。雙方在豐島附近海面爆發海戰，双方交火中廣乙因防護薄弱，中彈後入水被迫撤離。濟遠以一敵三，大副及二副先後中彈身亡，管帶方伯謙在司令塔內亦被大副沈壽昌的腦漿血濺。後來濟遠懸掛白旗，然後更掛上日本軍旗，同時向西撤退。之後剛巧中國租用之運兵輪「高昇」及輔助艦「操江」到達，日艦秋津洲及浪速改追高昇及操江。濟遠則棄二艦而去，並被吉野猛追。濟遠以尾炮向吉野還擊。事後濟遠的航海日誌上，稱日艦掛上中國龍旗而逃，更稱濟遠已重傷吉野，日艦提督陣亡。事實上，吉野及其艦上官兵並無受損。
到9月17日中午爆發的黃海海戰中，定遠及鎮遠在中央，濟遠則位於最左翼。戰至下午3時左右，旗艦定遠發生大火，與濟遠同處左翼之致遠上前掩護，中彈甚多，並且開始入水傾斜。管帶鄧世昌下令致遠全速衝向日本艦吉野號，未能成功，致遠沉沒。之後一樣位於左翼之濟遠突然掉隊離開，濟遠右側之廣甲隨即亦掉隊。再右側之經遠因而被集中攻擊，管帶林永昇及大副、二副先後中彈陣亡，大火漫延至彈藥庫爆炸沉沒。濟遠掉隊後，沒有如其他撤出戰場之艦隻一樣搶救後返回戰場，而是直駛旅順。途中更將在淺水區搶救大火的揚威撞沉。返回旅順後方伯謙稱濟遠回港是因為船「头裂漏水，炮均不能施放」。然而洋員戴樂爾（William Ferdinand Tyler）上船調查後卻懷疑濟遠主炮是被人為破壞，而且濟遠中彈相對並不算多。提督丁汝昌上奏，指方伯謙「首先逃走，致将船伍牵乱，实属临阵退缩，著即行正法」。結果方伯謙於9月25日在旅順被斬首，濟遠改由廣乙管帶林國祥代替。劉公島為日軍攻陷後，濟遠及北洋艦隊餘艦一同投降，被日軍接收編入日本艦隊，仍名為濟遠。最後於1904年日俄戰爭時於旅順對開海面處觸雷沉沒。

### 日本海军
其仍保留济远（さいえん）的名称，最後於1904年日俄戰爭時於旅順雙島灣附近觸雷沉沒。

### 艦長
北洋水师
- 方伯谦
- 林国祥

日本海軍
- 平尾福三郎 大佐：1895年5月11日 - 1896年8月13日。
- 柏原長繁 大佐：1896年8月13日 - 1897年2月18日。
- 東乡正路 大佐：1897年4月17日 - 12月27日。
- 德久武宣 大佐：1897年12月27日 - 1898年5月3日。
- 井上敏夫 中佐：1898年5月3日 - 7月19日。
- 但馬惟孝 中佐：1903年2月3日 - 1904年11月30日战死。

## 打撈
1986年，煙台救撈局於旅順海域打撈出水「濟遠號」雙聯裝前主炮，該砲由德國克虜伯兵工廠於1883年製造。現陳列於威海市原清北洋水師展館內。。

## 外部連結
- 濟遠本艦說明。